# Trigonella macrorrhyncha
Trigonella macrorrhyncha är en ärtväxtart som beskrevs av Pierre Edmond Boissier. Trigonella macrorrhyncha ingår i släktet trigonellor, och familjen ärtväxter. Inga underarter finns listade i Catalogue of Life.